# Vladimír Škacha
Vladimír Škacha (17. května 1920 Polička  – 23. března 1987 Toronto) byl československý voják a příslušník výsadku Silver B.

## Mládí
Narodil se 17. května 1920 v Poličce. Otec Antonín byl kartáčník, matka Anna, rozená Fialová byla prodavačkou. Měl pět starších sourozenců (dvě sestry a tři bratry; jeden z bratrů ale zemřel krátce po narození). V Poličce vychodil obecnou i měšťanskou školu a poté nastoupil učebního kurzu ke stavební firmě a vyučil se zedníkem. Poté rok pracoval jako stavební asistent u další stavební firmy.
V červenci 1939 úspěšně překročil hranice do Polska a dostal se do tábora v Malých Bronovicích.

## V exilu
V Polsku podepsal závazek do francouzské Cizinecké legie. Dne 22. srpna se prezentoval ve Francii a odvelen do Alžíru. Krátce po vypuknutí války byl převelen zpět do Francie, kde se 26. 9. 1939 prezentoval v Agde u vznikající čs. zahraniční armády. Zúčastnil se v jejich řadách (nejprve v 1. pěším a později ve druhém pěším pluku) bojů o Francii. Po její porážce se 13. července 1940 evakuoval (již v hodnosti desátníka) do Velké Británie.
Ve Velké Británii absolvoval poddůstojnickou školu a byl povýšen na četaře. Začátkem roku 1941 byl vybrán do výcviku pro plnění zvláštních úkolů v nově vznikajícím programu výsadků do Protektorátu. Od 15. srpna do 7. listopadu 1941 absolvoval kurzy sabotáže, průmyslové sabotáže a paravýcvik. Koncem prosince 1941 byl jako telegrafista zařazen společně s Janem Zemkem do výsadkové skupiny Silver B.

## Nasazení
Spolu s Zemkem byli vinou navigační chyby vysazeni u obce Kasaličky u Přelouče. Při doskoku došlo k poškození radiostanice a oběma výsadkářům se ani nepodařilo uchytit se na kontaktních adresách. Proto se přesunuli na jižní Moravu, kde se skrývali. 22. prosince 1944 byl ve svém úkrytu v Brně obklíčen gestapem. Podařilo se mu se prostřílet, ale nakonec byl po přestřelce zajat 3. ledna 1945 v Ostravě.
Nejdříve byl vězněn v Brně a poté byl přesunut do koncentračního tábora Flossenbürg, kde setkal s mužskými spolupracovníky ze své podpůrné skupiny (11 z nich bylo v táboře popraveno). Přestože absolvoval s tisíci dalšími vězni tzv. pochod smrti, konce války se mu podařilo se dožít a 24. dubna 1945 byl osvobozen americkou armádou.

## Po válce
V květnu 1945, poté, co se přihlásil na MNO byl zařazen do štábní roty ministerstva. Dne 17. března 1946 byl na vlastní žádost propuštěn do zálohy. Ukončil si střední vzdělání a od listopadu 1946 do února 1949 pracoval jako národní správce potravinářské firmy Zelenka. Poté pracoval jako vedoucí postupně v několika prodejnách potravin v Brně a v roce 1962 se stal vedoucím první samoobslužné prodejny v Brně.
V roce 1949 se oženil. Za manželku si vzal Alžbětu Obstgartenovou (*1909) (Elizabeth Josefin Obstgarten)[zdroj?], se kterou měl syna Petra (ten tragicky zahynul v roce 1972).
V roce 1968 se rozhodl pro emigraci a s rodinou 27. června opustil Československo a přes Rumunsko se dostal do Kanady. Zde pracoval ve svém oboru jako vedoucí supermarketu sítě The Oshawa Group. Až do své smrti, 23. března 1987 žil v Torontu.

## Vyznamenání
- 1944 –  Pamětní medaile československé armády v zahraničí se štítky Francie a Velká Británie
- 1946 –  Československý válečný kříž 1939
- 1946 –  Československá medaile za zásluhy II. stupně